# 우한 리버프론트 에르키 타워
우한 리버프론트 에르키 타워는 중화인민공화국 우한에 제안된 마천루이다. 이 건물은 완공될시 첨탑높이가 지다 타워 (340m) 다음으로 높을 것이며 높이는 280.1m이다.